# مقعد هامشي
يشير مصطلح المقعد الهامشي أو المقعد المتأرجح إلى دائرة انتخابية تستحوذ على أغلبية ضئيلة في الانتخابات التشريعية، حيث يتم التنافس عليه بشكل عام بموجب نظام تصويت الفائز الفردي. في كندا، قد يعرف ذلك باسم الدوائر الانتخابية المستهدفة. والمصطلح المقابل له مقعد آمن.
ولا تستلزم هذه المقاعد سوى تحقيق تأرجح بسيط لنقلها من مالك لآخر، وبالتالي عادةً ما تجذب هذه المقاعد انتباه معظم موارد الحملات. وتعرف عملية تركيز الأموال والقوى العاملة في المناطق التي يمكنها من خلالها إحداث الفرق الأكبر بـ الاستهداف.

## سياسات تأمين المقاعد المتأرجحة
كذلك، تعرف عملية إنشاء سياسة من شأنها تحقيق استفادة لمقعد معين، على حساب دافعي الضرائب الآخرين، باسم إنفاق المحسوبية والاسترضاء.
كثيرًا ما تشهد الأحزاب السياسية توترًا بين المستحوذين على المقاعد الهامشية والمقاعد الآمنة. فتميل المقاعد الآمنة لأن يتم تخصيص الموارد التقديرية -الحكومية والسياسية- من حزبها السياسي أقل بكثير عنها في حالة المقاعد الهامشية.
وثمة ظاهرة مماثلة تحدث في الانتخابات الرئاسية الأمريكية، حيث يعني نظام المجمع الانتخابي أنه على المرشحين الفوز بالولايات وليس بالأصوات. ومجددًا، تتجه أنظار الموارد نحو الولايات المتأرجحة التي لا تحتوي على أغلبية.